# San Giovanni Domnarum

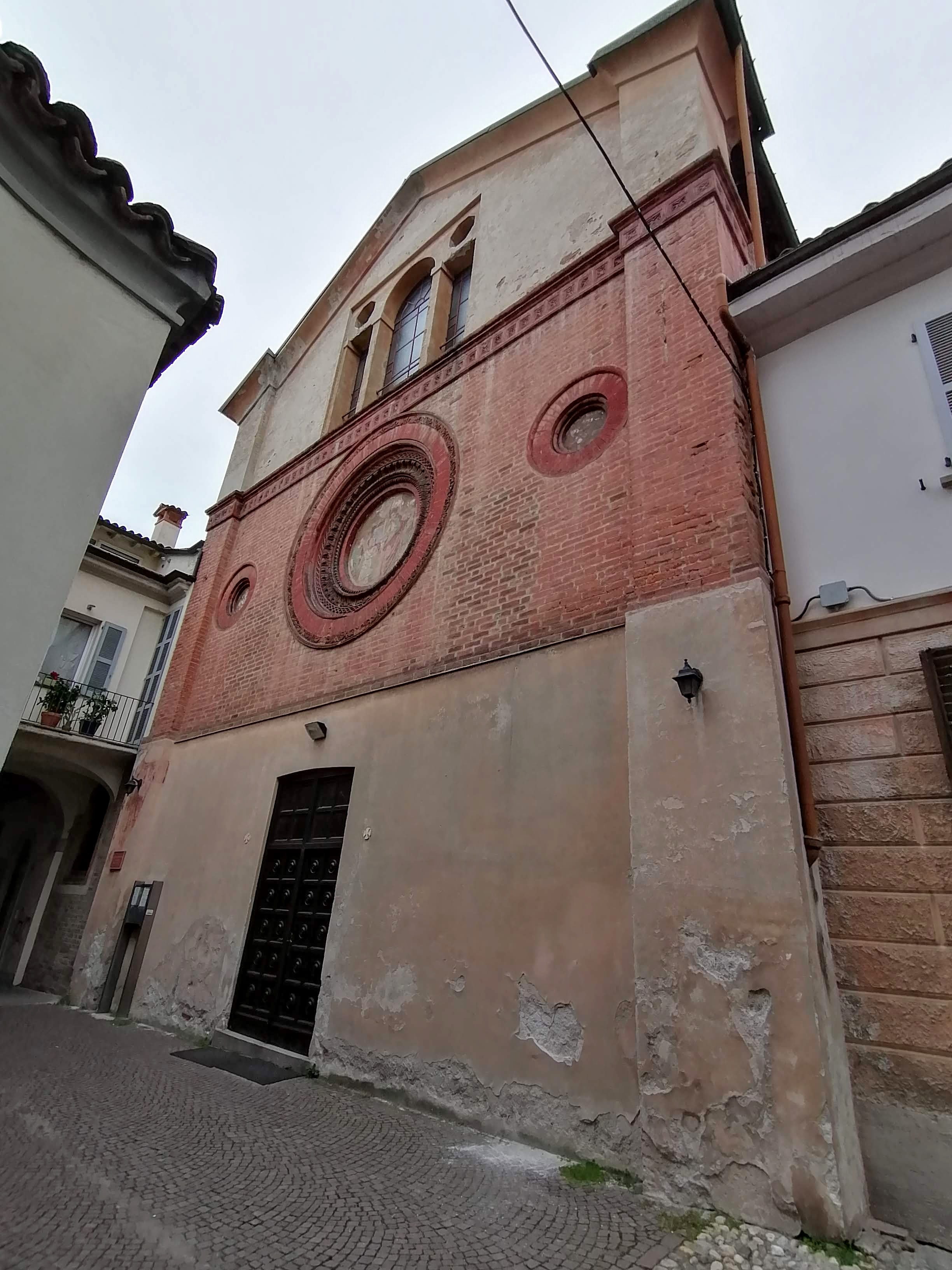
Die Fassade der Kirche

Die römisch-katholische Kirche San Giovanni Domnarum ist eine der ältesten Kirchen in Pavia und Teil eines größeren hochmittelalterlichen Komplexes, der die Kirche selbst, den Glockenturm und die Krypta umfasst. Sie befindet sich im Herzen der Altstadt, in der Via Mascheroni, nur wenige Schritte von der Kirche del Carmine entfernt. Ihre Fassade ist in einen Wohnkomplex integriert, und der Eingang liegt innerhalb eines Innenhofs.

## Geschichte
Die 1957 vor der Fassade der Kirche durchgeführten archäologischen Ausgrabungen brachten zahlreiche zylindrische Suspensurae ans Licht, die auch in der Krypta gefunden wurden. Die Kirche wurde daher auf den Überresten eines spätantiken römischen Badegebäudes errichtet. Der Fund von Suspensurae reicht jedoch nicht aus, um die Existenz einer öffentlichen Thermenanlage zu vermuten: Sie könnten sich ebenso auf beheizte Wohnräume oder private Bäder beziehen.
Die Kirche wurde um das Jahr 650 auf Wunsch von Gundeperga, der Ehefrau der Könige Rothari und Arioald sowie Tochter der Königin Theodelinde und des Agilulf, gegründet, entweder um dort ihre Grablege zu erhalten oder als Taufkirche für Frauen zu dienen. Daher die Widmung an Johannes den Täufer und die Bezeichnung domnarum („der Frauen“). Laut dem Chronisten Paulus Diaconus wurde König Rothari selbst in einer dem Heiligen Johannes gewidmeten Kirche bestattet. Leider wissen wir jedoch nicht, ob dieses Gebäude mit der Kirche in Pavia oder der gleichnamigen Kirche in Monza identifiziert werden kann, auch wenn neuere Studien nahelegen, dass die von Paulus Diaconus erwähnte Kirche San Giovanni tatsächlich mit der Kirche San Giovanni Domnarum in Pavia identifiziert werden sollte.
Die Kirche wurde von Anfang an von einem Kollegium von Kanonikern betreut. In der ersten Hälfte des 9. Jahrhunderts wurde sie Einhard übergeben, wie er selbst in der Translatio et miracula Sanctorum Marcellini et Petri berichtet, in der er die Überführung der Reliquien der beiden Heiligen von Rom nach Steinbach schildert. Für die Kirche wurde zwischen dem 9. und 10. Jahrhundert eine umfangreiche Reihe kaiserlicher Urkunden ausgestellt, in denen die Stiftung durch Gundeperga erwähnt wird. In einer Urkunde des Bischofs von Pavia, Bernardo I., aus dem Jahr 1129 wird zudem bezeugt, dass Messen für die Seele der Königin Gundeperga noch immer in der Kirche gefeiert wurden. Um die Mitte des 11. Jahrhunderts wurde die Kirche erweitert und teilweise im romanischen Stil umgebaut.
Die Kirche wird in der Pastoralvisitation von Amicus de Fossulanis im Jahr 1460 sowie in der von Angelo Peruzzi im Jahr 1576 erwähnt, aus der hervorgeht, dass sie 250 Kommunikanten zählte. Ebenfalls im Jahr 1576 wurde sie von acht Kanonikern und sieben Kaplänen betreut, während sie im Jahr 1769 sieben Priestern und sieben Klerikern anvertraut war.
Im Jahr 1611 führte Pfarrer Torriani bauliche Maßnahmen durch, um das romanische Gebäude an die liturgischen Anforderungen des Konzils von Trient anzupassen. Diese Eingriffe veränderten das Erscheinungsbild der Kirche erheblich: Die drei Schiffe wurden teilweise abgerissen, und die Kirche wurde in einen einschiffigen Saal umgewandelt, mit drei Kapellen auf jeder Seite und einem quadratischen Chor hinter dem Altar. Unverändert blieben jedoch die Krypta und der Glockenturm.
Im Jahr 1788 wurde im Rahmen des von Kaiser Joseph II. angeordneten Neuordnungsplans der städtischen Pfarreien die Pfarrei aufgehoben und mit der des Doms zusammengelegt, wodurch sie zu einer Filialkirche wurde.

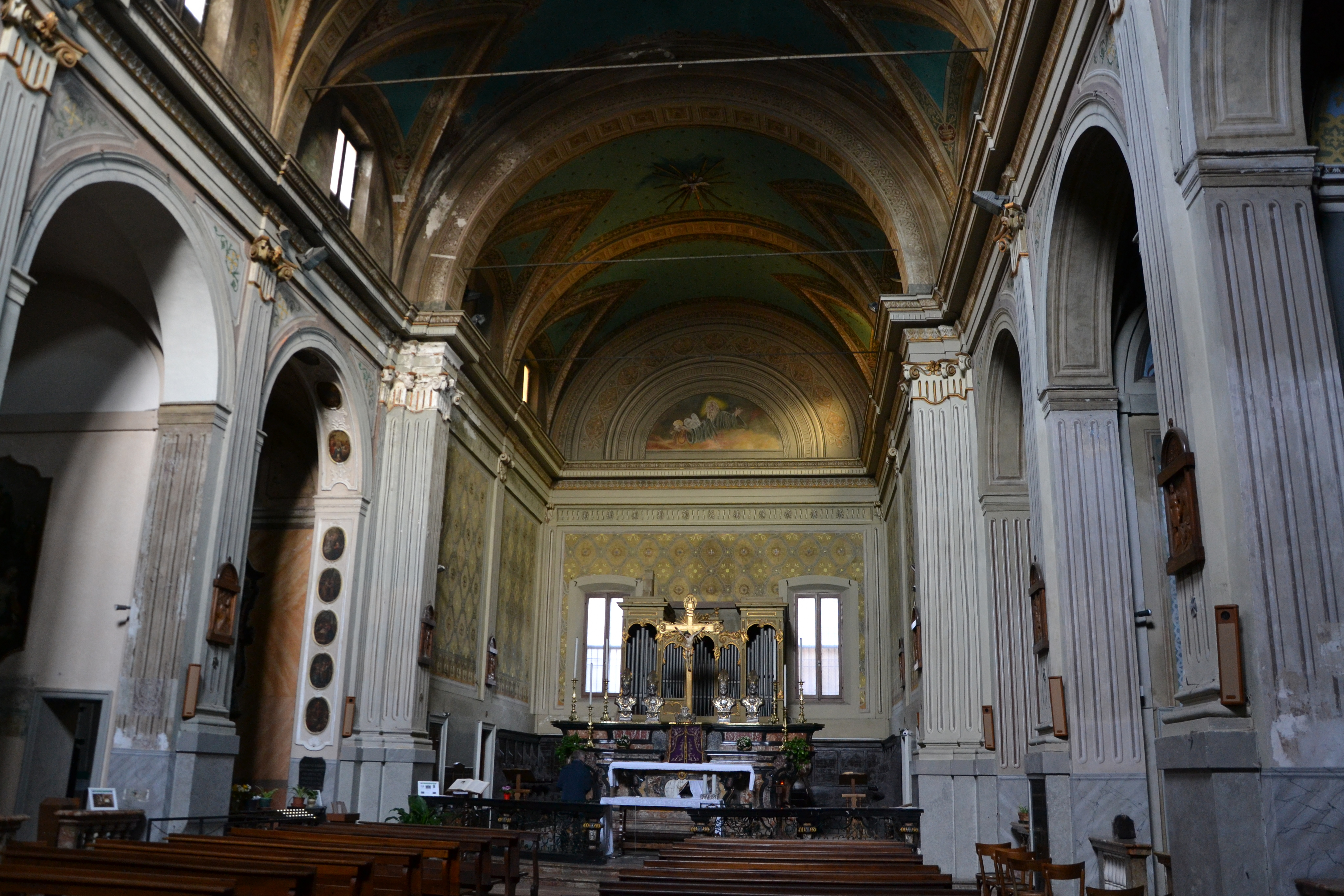
Das Innere der Kirche.
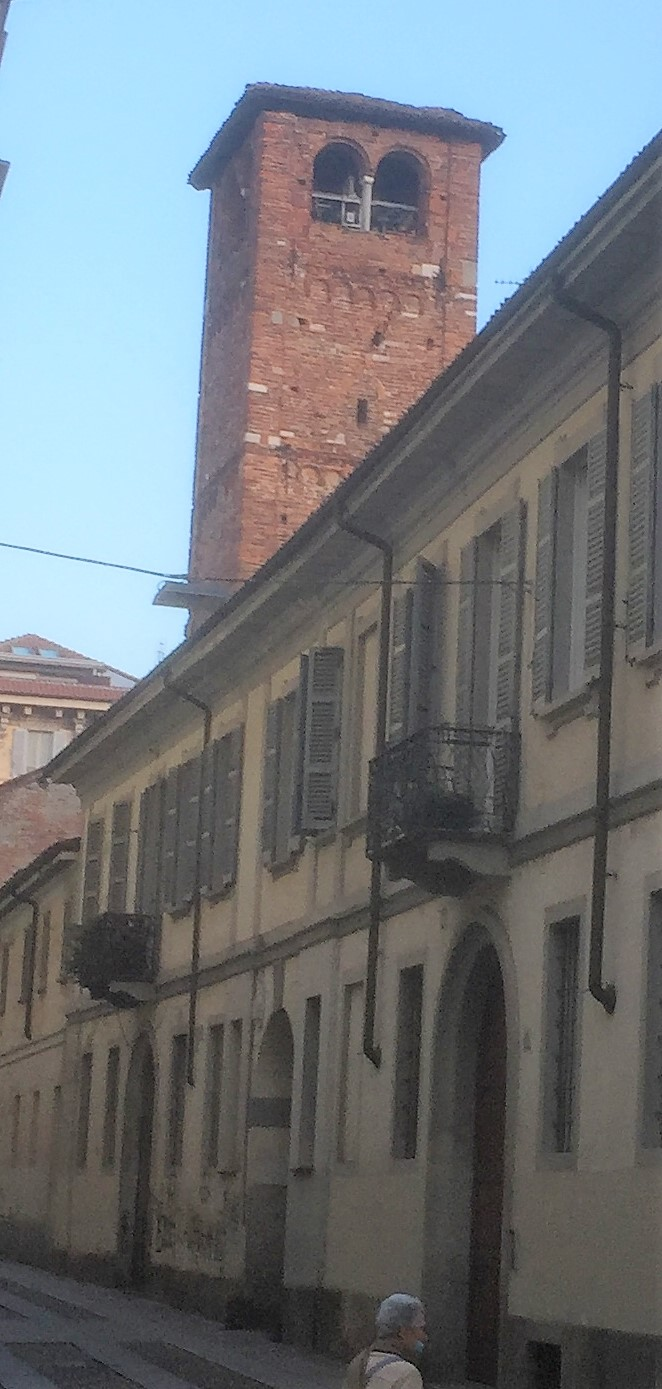
Der Glockenturm, erste Hälfte des 11. Jahrhunderts.
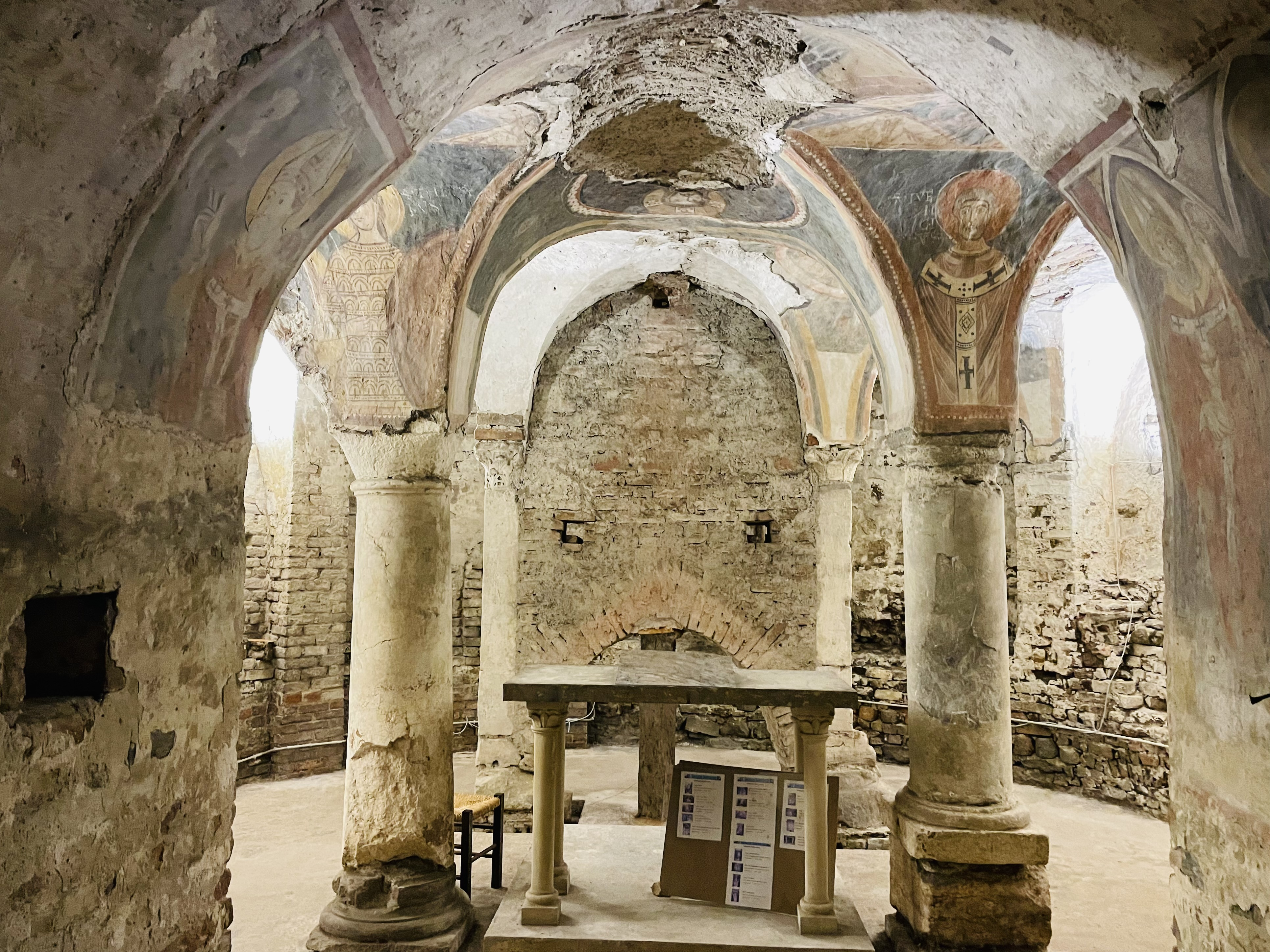
Der Altar in der Krypta.
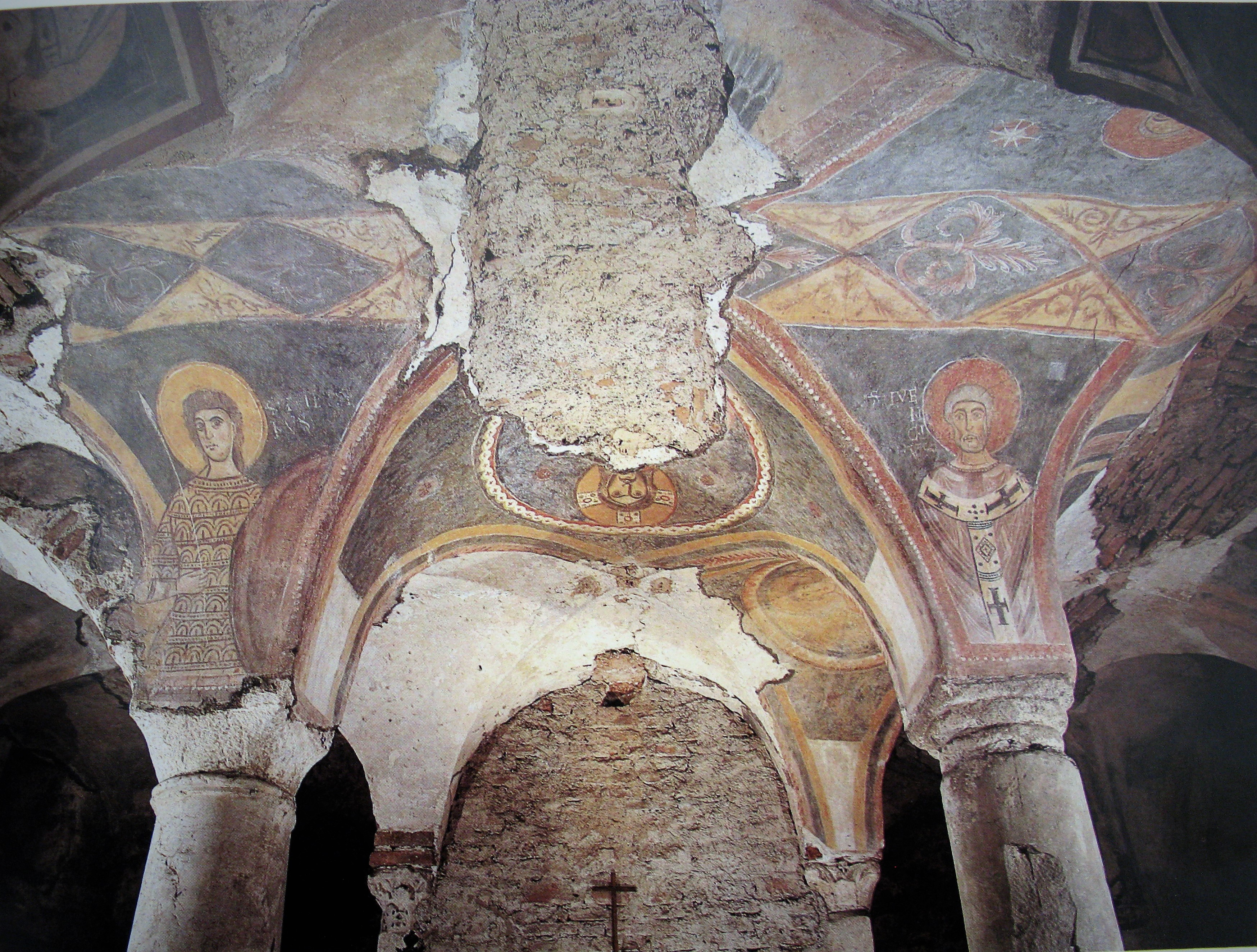
Details der Fresken, zweite Hälfte des 12. Jahrhunderts.
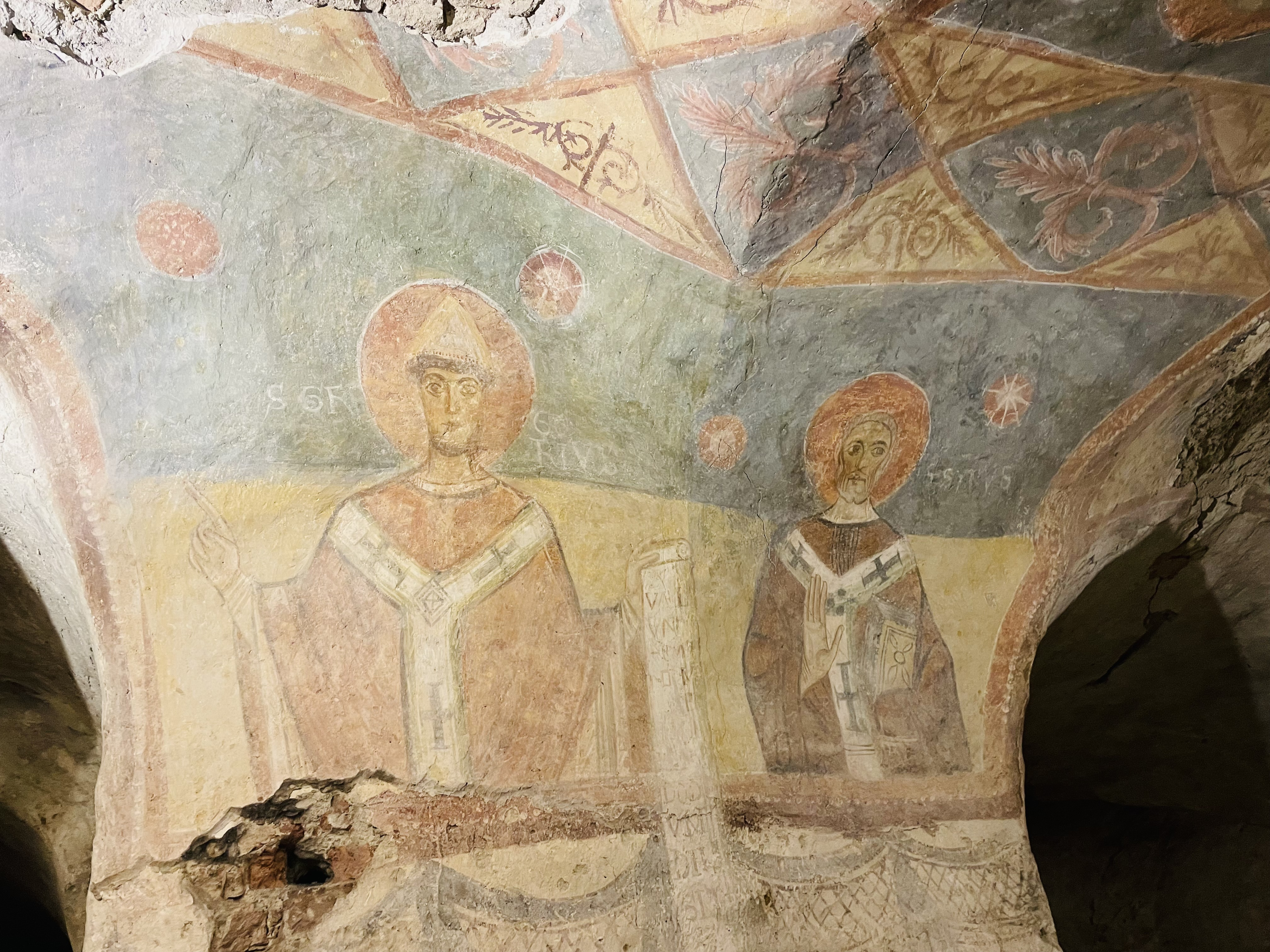
Details der Fresken, zweite Hälfte des 12. Jahrhunderts.

## Architektur
Die Fassade der Kirche bewahrt Terrakottadekorationen sowie ein großes Rundfenster (heute geschlossen) und zwei weitere runde Fenster an den Seiten, die aus der Mitte des 15. Jahrhunderts stammen.
Das Innere der Kirche ist mit barocken Stuckarbeiten geschmückt. In der ersten Kapelle rechts befindet sich ein Gemälde des Mailänder Malers Giovanni Battista Sassi (1679–1762), das den heiligen Andreas Avellino darstellt. Der Presbyterium wurde um die Mitte des 19. Jahrhunderts von Federico Faruffini (1833–1869) mit Fresken verziert.
Der imposante Glockenturm wird auf die Mitte des 11. Jahrhunderts datiert. Der Bau verwendet aus dekorativen Gründen verschiedene Materialien römischen Ursprungs, insbesondere im Bereich der Glockenstube. Im Einklang mit einem in Pavia und Mailand weit verbreiteten Modell weist er in der oberen Partie Bogenfriese sowie ein- und zweifache Fenster (Monoforen und Biforen) auf. Die Krypta wurde vermutlich in zwei Phasen errichtet: Die erste Krypta entstand um die Mitte des 10. Jahrhunderts unter Verwendung von Mauerresten der ersten langobardischen Kirche. Dieser Raum wurde dann in den ersten Jahrzehnten des 11. Jahrhunderts nach Osten hin erweitert. Die meisten Stützen der Krypta haben eine trapezförmige Form und weisen weder Kapitelle noch Konsolen auf. Anders hingegen sind die vier Säulen, die den Altar einrahmen: Sie tragen Spolienkapitelle, darunter einige römischen Ursprungs – darunter ein korinthisches Kapitell aus dem 4. Jahrhundert – sowie ein weiteres, mit pflanzlichen Motiven verziertes Kapitell aus dem 8. Jahrhundert.
Die Fresken, die in die zweite Hälfte des 12. Jahrhunderts datiert werden, stellen größtenteils lokale Heilige dar. Eine Szene aus dem Leben von Johannes dem Täufer ist ebenfalls vorhanden, jedoch stark beschädigt. Auf dem rechten Pfeiler sind der heilige Siro und der heilige Gregor der Große abgebildet, letzterer hält ein Buch in der Hand. Auf dem gegenüberliegenden kleinen Pfeiler, vor der Darstellung des heiligen Syrus von Pavia, befindet sich die Figur des heiligen Inventius, des zweiten Bischofs der Stadt. Einige Wände und Gewölbe der Krypta bewahren Reste eines gelb bemalten Putzes mit roten Inschriften, die aus dem 10. Jahrhundert stammen.
Aufgrund der im Jahr 1611 durchgeführten Umbauten wurde die Krypta geschlossen und diente fortan nur noch als Beinhaus. Die Wiederentdeckung der seit Jahrhunderten zugeschütteten und als Begräbnisstätte genutzten Krypta erfolgte am 18. April 1914 auf Initiative von Faustino Gianani. Er ließ, gestützt auf zahlreiche historische Quellen, einen Tunnel vom rückwärtigen Hof aus graben.
Während der anschließenden Arbeiten wurde das ursprüngliche Pflasterniveau nicht erkannt und entfernt. Daher liegt das heutige Bodenniveau unter dem ursprünglichen und entspricht dem des römischen Thermalbereichs, wo sich einst das Hypokaustum des calidarium befand – ein Bereich, der im Mittelalter als Steinbruch für Ziegel und Baumaterial genutzt wurde. Innerhalb der Krypta wurden außerdem 400 denare gefunden, die in einem schwarz bemalten Tongefäß aufbewahrt waren. Ein Teil der Münzen wurde in der Münzstätte von Pavia geprägt und trug die Namen der Kaiser Heinrich III. und Friedrich II., während ein anderer Teil aus der Prägung des Bischofs von Puy-de-Dôme aus dem 12. Jahrhundert stammte.